# Te Ensinei Certin
"Te Ensinei Certin" é o terceiro single da cantora e compositora Ludmilla. Incluída no álbum de estreia Hoje. A canção entrou para a trilha sonora da telenovela das sete I Love Paraisópolis da Rede Globo.

## Lyric Video
O Lyric Video foi liberado no site Youtube no dia 30 de outubro de 2014, o Lyric Video mostra Ludmilla com mais duas dançarinas em trajes bem coloridos, que “conversam” com os grafites do cenário. O responsável pelas artes é o grafiteiro Felipe Motta, conhecido por participar dos shows de Marcelo D2 (sob a alcunha de “Cara de Cavalo”). A direção é assinada por Joao Woo e Rabu Gonzales e a produção por Apavoramento.

## Videoclipe

### Produção
Gravado no bairro da Gamboa, na Zona Portuária da cidade do Rio de Janeiro, o vídeo foi dirigido pela dupla John Woo e Rabu Gonzales e consta com a participação especial de David Brazil como um sorveteiro.

### Enredo
No videoclipe mostra a cantora Ludmilla curtindo um passeio com amigos, grafiteiros e motociclistas, e finaliza com uma batalha de dança.

### Lançamento
No dia 04 de fevereiro de 2015 Ludmilla anunciou pelas suas redes sociais o lançamento do videoclipe, que teve estreia no dia 10 de fevereiro de 2015 no canal Multishow e logo após no Youtube.

## Composição
A musica foi composta pelo ator Jhama que brevemente compões a música ''Essa mina é louca'' da cantora Anitta.

## Divulgação
A canção estreou nas rádios no dia 22 de janeiro de 2015. A cantora apresentou a canção pela primeira vez em um programa televisivo no Encontro com Fátima Bernardes da Rede Globo no dia 25 de setembro de 2014. Ludmilla se apresentou com "Te Ensinei Certin" no programa Altas Horas apresentado por Serginho Groisman da Rede Globo no dia 20 de dezembro de 2014.

## Lista de faixas
- CD single[10]

| Download digital |                                                       |                |         |  |
| N.º              | Título                                                | Compositor(es) | Duração |  |
| 1.               | "Te Ensinei Certin"                                   | Jhama          | 2ː12    |  |
| 2.               | "Te Ensinei Certin" (participação de Claudia Leitte)" | Jhama          | 2:19    |  |

- Download digital — remix[11]

| Download digital |                                                       |                |         |  |
| N.º              | Título                                                | Compositor(es) | Duração |  |
| 1.               | "Te Ensinei Certin" (participação de Claudia Leitte)" | Jhama          | 2:19    |  |

## Versão com Claudia Leitte

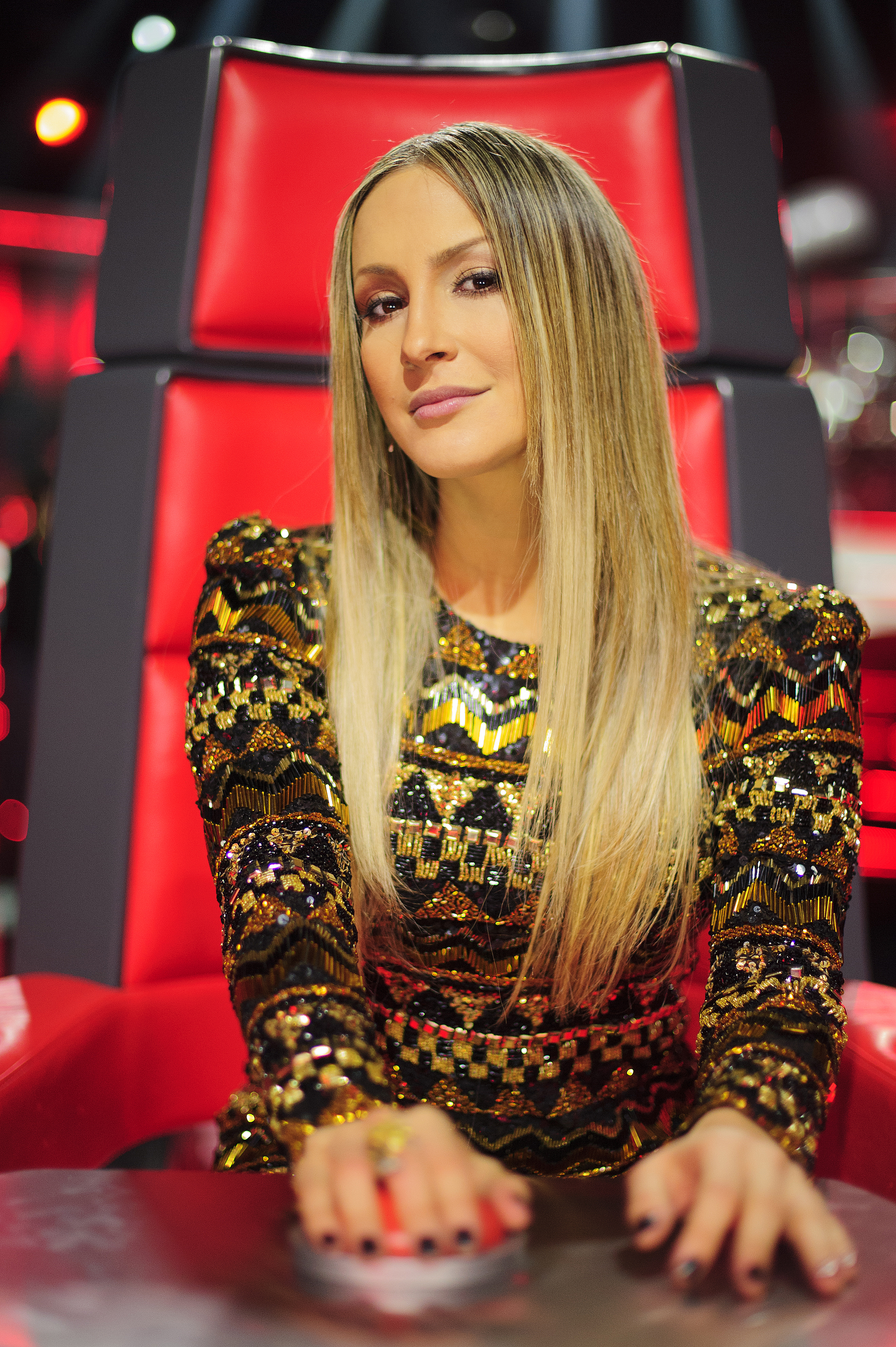
Uma versão foi gravadora com a cantora Claudia Leitte

Foi divulgada uma nova versão da faixa contando com a participação especial da cantora Claudia Leitte, que divide os vocais com Ludmilla. A nova versão foi enviada às rádios e também foi disponibilizada no iTunes e, no Spotify.
Conforme Ludmilla que já tinha anunciado, por conta de dificuldades para encontrar uma data em comum nas suas agendas, a cantora Claudia Leitte não pode participar do clipe.

## Desempenho nas tabelas musicais

### Paradas semanais
| Parada (2015)                                               | Melhor posição |
| ----------------------------------------------------------- | -------------- |
| Brasil - (ABPD)                                             | 10             |
| Brasil - Billboard Brasil Hot 100 Airplay                   | 41             |
| Brasil (Billboard Brasil Regional Rio de Janeiro Hot Songs) | 9              |
| Brasil (Billboard Brasil Regional São Paulo Hot Songs)      | 1              |

## Histórico de lançamento
| Região | Data                    | Formato(s)               | Gravadora           |
| ------ | ----------------------- | ------------------------ | ------------------- |
| Brasil | 22 de janeiro de 2015   | Airplay                  | Warner Music Brasil |
| Brasil | 03 de fevereiro de 2015 | download digital (Remix) | Warner Music Brasil |
| Brasil | 10 de fevereiro de 2015 | Videoclipe               | Warner Music Brasil |